# Sylfiden

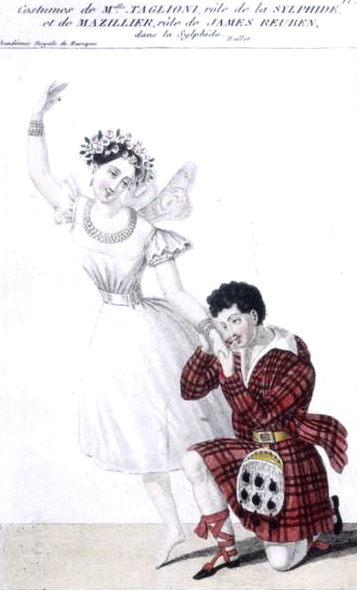
Sylfidens och James dräkter vid uruppförandet 1832.

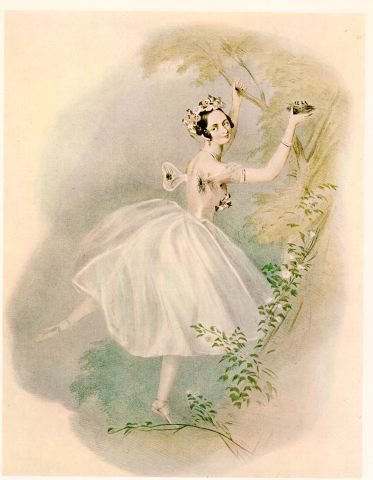
Marie Taglioni som Sylfiden. Litografi 1832.

Sylfiden (franska: La sylphide) är en romantisk balett i två akter med koreografi av Filippo Taglioni, musik av Jean Schneitzhoeffer och scenario av Adolphe Nourrit. 
Den ska inte förväxlas med den ryska baletten Sylfiderna. 

## Historia
Baletten hade urpremiär i Paris den 12 mars 1832 och titelrollen var utformad för den vackra ballerinan Marie Taglioni. Hennes virtuosa tåspetsteknik och eteriska dans blev mycket omtalad. I denna balett introducerades ballerinans speciella kjol, tutu, som formgavs av Eugène Lami. I rollen som sylfiden bär ballerinan en vit tutu med flera lager tunn tyll. Sylfiden kom att inleda den romantiska eran inom balettkonsten. 

### Bournonvilles danska version
Då den danske balettmästaren August Bournonville ville sätta upp baletten 1836, fann han att Parisoperan begärde ett allt för högt pris för Schneitzhoeffers partitur. Han koreograferade därför en egen version av baletten, med honom själv i den manliga huvudrollen och Lucile Grahni den kvinnliga. Den hade nykomponerad musik av Herman Severin Løvenskiold. Urpremiären ägde rum på Den Kongelige Ballet i Köpenhamn den 28 november 1836. Det är denna senare version av baletten som dansas idag. Den ges fortfarande finns i obruten tradition på Den Kongelige Ballets repertoar och har satts upp över hela världen. Bournonvilles version af Sylfiden ingår sedan 2006 i Danmarks kulturkanon.

### Svenska uppsättningar
Den svenska premiären ägde rum på Stockholmsoperan den 1 april 1862 och den iscensattes åter med premiär den 14 oktober 1939. Den sattes upp på Göteborgsoperan med premiär den 25 oktober 1997.

## Handling
Baletten utspelas i 1830-talets Skottland. 

### Akt 1
James Ruben, en bonde, står i begrepp att gifta sig med bondflickan Effie. En sylfid, ett kvinnligt skogsväsen, visar sig för James och han blir alldeles betagen, men hon försvinner upp i skorstenen. Effie gör entré tillsammans med sina väninnor. Byns häxa, Madge, förutsäger Effies framtid och säger att Effie kommer att bli lyckligt gift trots att James inte älskar henne. Detta förargar James, och han jagar iväg Madge med en kvast.
Då James blivit ensam, återvänder sylfiden och betygar honom sin kärlek. Men eftersom den är obesvarad måste hon dö. James säger då att han älskar henne och kysser henne. Detta ser James vän Gurn, som också åtrår Effie, och han berättar det för henne. När de kommer in, så gömmer sig sylfiden under Effies sjal, men då Gurn lyfter på den, har hon försvunnit. 
Dagen för bröllopet kommer och då James dansar med Effie, dyker sylfiden åter upp och deltar i dansen, fast bara synlig för James. Sylfiden stjäl vigselringen från Effies finger och försvinner. James följer efter och Gurn får trösta den chockade Effie.  

### Akt 2
Det är natt i skogen och häxan Madge har samlat sina häxkollegor och preparerat en förtrollad sjal. I gryning kommer James och sylfiden. Då James tillhör de dödliga inser han att det är omöjligt för honom att få sylfiden. Men han får en sjal av Madge, som instruerar honom att svepa den om sylfiden. Därigenom ska hennes vingar falla av och hon ska bli hans för evigt. James gör som han blivit uppmanad, men sylfiden faller då till marken och dör i plågor. De andra sylfiderna bär bort den döda. 
Förkrossad återvänder James hem. På håll hör han stoj och glam, då Effie gifter sig med Gurn, som under lång tid åtrått henne. Häxan Madge visar sig, och James anklagar henne för sylfidens död. Madge slår dock till James och han dör.